# Jour du déménagement

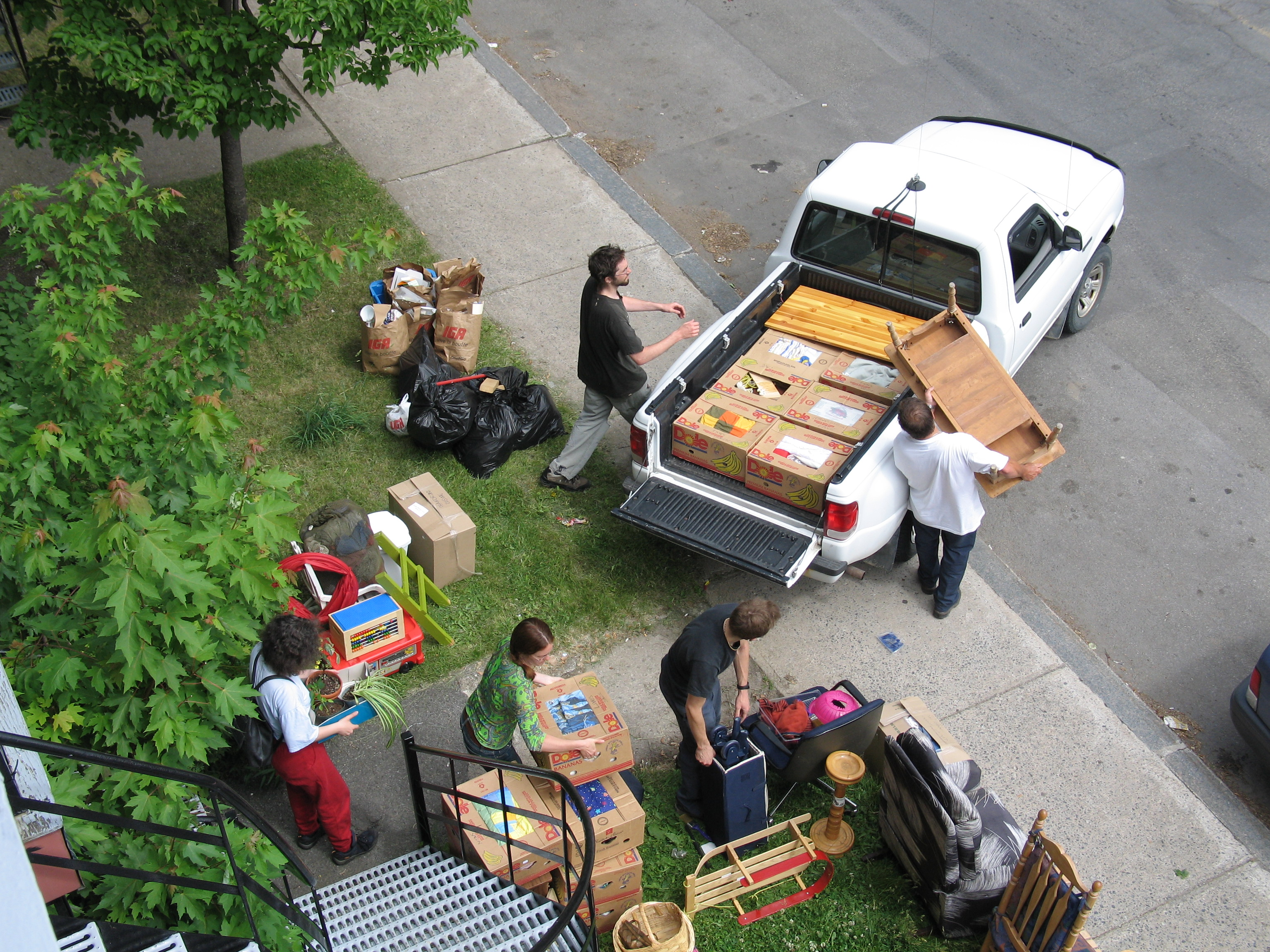
Scène typique de déménagement dans l'arrondissement de Limoilou à Québec le 1 juillet 2007.

Le jour du déménagement  est un phénomène social au Québec. Par coutume, une partie importante des baux résidentiels se terminent à la même date, le 1er juillet, ce qui occasionne de nombreux déménagements de résidence, tous coordonnés la même journée. Longtemps fixée au 1er mai, la date du déménagement est maintenant passée au 1er juillet, jour de la Fête du Canada. Il n'existe toutefois aucune législation à cet effet : l'échéance des baux est laissée à la discrétion des contractants.
Chaque année, entre 200 000 et 250 000 ménages québécois changent de domicile le 1er juillet et dans les quelques jours qui précèdent ou suivent cette date.

## Historique

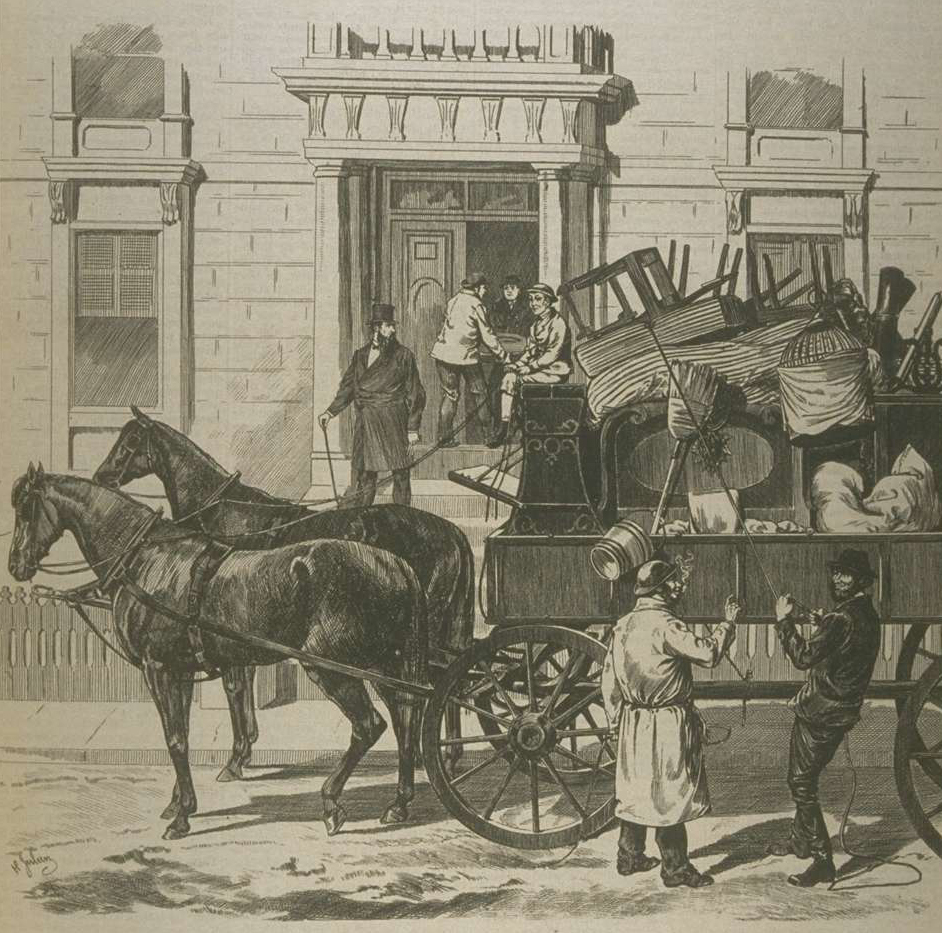
Avant 1975, le déménagement au Québec s'effectuait traditionnellement le comme l'illustre Henri Julien dans cette « Scène de déménagement, à Montréal, le », en première page du journal L'Opinion publique, le 18 mai 1876.

L'origine d'une journée unique pour la fin des baux et les déménagements a une longue histoire au Québec. Selon l'historien Yvon Desloges, la coutume de déménager au printemps, principalement le 1er mai, remonterait au XVIIIe siècle, comme le confirme une ordonnance de 1750 promulguée par l'intendant François Bigot.
Au début des années 1970, le Conseil central du Montréal métropolitain (une branche de la Confédération des syndicats nationaux), alors dirigé par Michel Chartrand, fait des pressions pour modifier la loi sur les baux, incluant la date standard de fin de bail.
En 1974, l'Assemblée nationale du Québec vote une loi abrogeant certaines dispositions du Code civil du Bas-Canada qui fixait le 1er mai comme date d'échéance uniforme des baux résidentiels, échéance qui était inscrite dans le droit civil depuis 1866 et s'est maintenue en l'état pendant plus d'un siècle.
Le projet de loi, qui créait du même souffle la Régie du logement du Québec, laissait aux seuls propriétaires et aux locataires le soin de convenir de la date d'échéance du bail. Cependant, les dispositions transitoires de la loi prévoyaient la prolongation automatique des baux venant à échéance le 30 avril ou le 1er mai 1975 pour les prolonger jusqu'au 30 juin 1975. La mesure a été bien accueillie par de nombreux Québécois puisqu'elle évitait aux familles les problèmes liés au transfert des enfants d'une école à l'autre à quelques semaines de la fin de l'année scolaire,.
Depuis, les Québécois et en particulier ceux des villes centre de Québec et Montréal où les locataires sont fortement majoritaires — 56 % à Québec et 63 % à Montréal — ont pris l'habitude de faire coïncider l'entrée en vigueur des baux avec le 1er juillet. On estime qu'entre 200 000 et 250 000 ménages,, — soit 20 % de tous les ménages locataires du Québec — changent de domicile durant la période de déménagement qui culmine le 1er juillet.
Le Wall Street Journal rapportait en 2013 que la période annuelle des déménagements provoque d'importantes hausses de prix des déménagements. Ainsi, le taux horaire d'un déménageur montréalais passe de 89 $ l'hiver à 139 $ l'heure en période de pointe en raison de la forte demande.

## Caractère politique
Bien que la mesure législative ayant favorisé la mise en place de la fête du déménagement ait été votée par une législature très majoritairement fédéraliste, un certain nombre de gens voient dans cette coutume des motivations d'ordre politique et prétendent que la population manifeste ainsi son indifférence à l'égard de la Fête nationale du Canada, les célébrations de la fête nationale canadienne étant beaucoup moins courues au Québec que celles de la Fête nationale du Québec le 24 juin. 
Josée Legault, dans l'hebdomadaire culturel montréalais Voir, fait écho à ce sentiment : « Avec la petite différence que le 1er mai est devenu le 1er juillet, un peu pour faire un pied de nez à la fête du Canada, mais surtout pour éviter que les enfants soient obligés de changer d'école avant la fin de leur année scolaire ».

## Culture populaire
- Dans Bonheur d'occasion, Gabrielle Roy décrit l'ambiance frénétique de la journée du déménagement dans le quartier Saint-Henri de Montréal : « Une fois par an, il semblait bien que le quartier, traversé par le chemin de fer, énervé par les sifflets des locomotives, s'adonnait à la folie du voyage et que, ne pouvant satisfaire autrement son désir d'évasion, il se livrait au déménagement avec une sorte d'abandon contagieux. »[11]
- En 1972, Pauline Julien interprète une chanson de Robert Charlebois et de Réjean Ducharme intitulée, Déménager ou rester là ?.
- Premier juillet, le film, une comédie québécoise de 2004 réalisée par Philippe Gagnon, met en scène les mésaventures de trois ménages qui déménagent durant cette période de l'année.
- Dans la série Pure Laine, dans l'épisode Le déménagement, on se moque de la coutume québécoise de déménager tout le temps, même à deux pas de chez soi, et aussi toujours le même jour de l'année, et on trace un parallèle avec les deux figures historiques québécoises du coureur des bois et de l'habitant[12], en comparant les Québécois à Maria Chapdelaine, qui a de la difficulté à choisir entre les deux personnages et entre leurs instincts contraires, soit le désir de partir à l'aventure et le besoin de stabilité[13].

## Statistiques

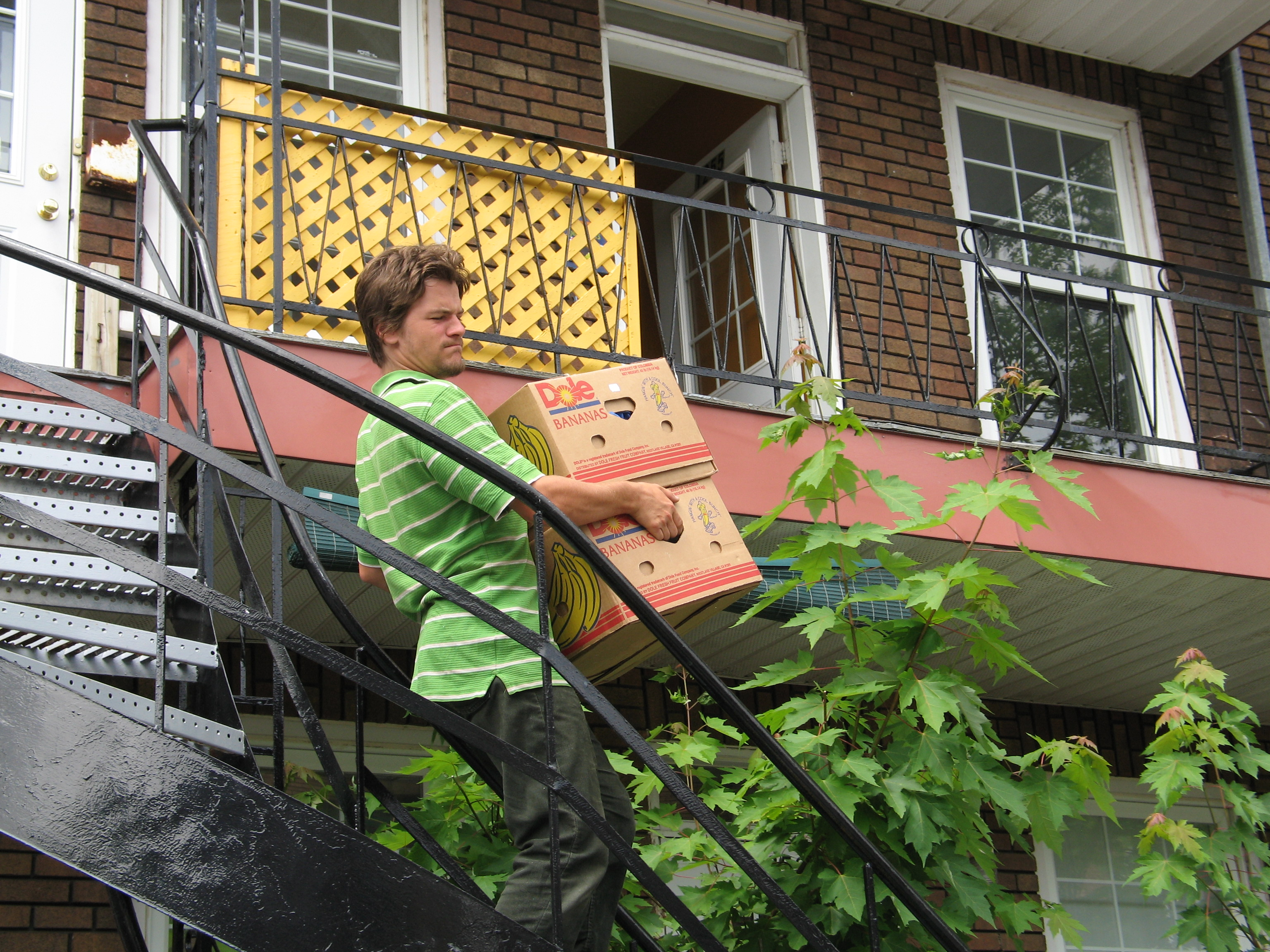
Plus de 70 % des gens qui déménagent le ne font pas appel à des professionnels.

- Bell Canada a effectué quelque 240 000 branchements de téléphones au Québec en juin et juillet 2000[7].
- Selon Hydro-Québec, on comptait 60 000 rebranchements d'électricité dans la grande région de Québec en 2001[14].
- Plus de 70 % des gens qui déménagent ne font pas appel à des professionnels[7].
- 78 % des gens qui déménagent commandent leur repas au restaurant. Les mets les plus populaires sont la pizza et le poulet rôti[7],[14], qui sont typiquement payés par les personnes qui déménagent à ceux qui les aident[15].
- Les frais de location d'un camion de déménagement sont quatre fois plus élevés à Montréal qu'à Granby durant la période des déménagements[16].
- Les camions de déménagement sont loués à l'heure durant cette période. Ils peuvent être loués jusqu'à trois fois durant la journée.
- Certains déménageurs profitent de l'occasion pour doubler leurs tarifs[16].
- Pour les déménageurs du Québec, la « haute saison » s'étend du 10 juin au 10 juillet. Les déménageurs travaillent de dix à quinze heures par jour, six jours par semaine[17].
- Un nombre plus élevé d'animaux domestiques sont abandonnés lors de la semaine du 1er juillet qu'en temps normal, le nombre d'appels pour animaux abandonnés à la Société protectrice des animaux de Québec double à cette époque de l'année[18].

## Problèmes
La journée du 1er juillet est le signe de déménagement pour plusieurs personnes, et qui dit déménagement, dit aussi ordures. En moyenne 60 000 tonnes d'ordures ménagères, d'objets encombrants, de résidus de construction, de rénovation et de démolitions résidentielles se ramasseront sur le rebord des rues et trottoirs, et cela seulement pour la grande région de Montréal,.
Avec les années, la ville a ouvert six écocentres dans la région de Montréal ; ils peuvent accueillir les gens pendant toute l'année. Ces centres de recyclage sont même ouverts le fameux jour « J », malgré le fait que ce soit un jour férié, dans le but de récolter et recycler le plus d'objets possibles et ainsi éviter l’enfouissement de millier d'objets et l'encombrement des rues.
Bien que les ordures causent des problèmes, ce n'est pas la principale préoccupation des locataires qui aménageront dans leurs logements le 1er juillet ; en effet, ceux-ci, ainsi que leurs propriétaires, auront à gérer un problème plus grave : l'état du logement. L'association des propriétaires du Québec estime qu'un locataire sur trois laisse son appartement dans un état lamentable. Portes, planchers ou murs brisés, détritus laissés dans les appartements, clefs qui n'ont pas été remises au propriétaire, ou tout simplement meubles laissés sur place.

## Notoriété internationale

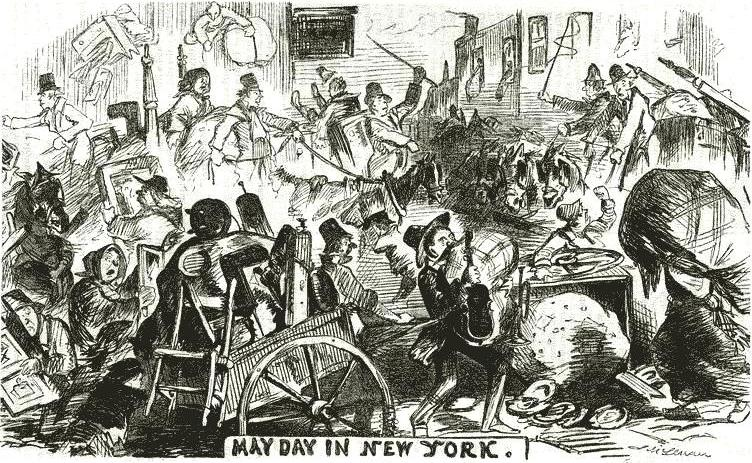
Jour du déménagement (New York).

Jusqu'au milieu du XXe siècle, l'usage du déménagement au 1er mai concernait d'autres villes d'Amérique du Nord, par exemple Chicago ou New York.
La subsistance de cette coutume au Québec, qui semble unique au monde, a commencé à attirer l'attention des médias internationaux. À l'été 1998, une équipe de tournage de la BBC a ainsi séjourné dix jours à Montréal afin de réaliser un documentaire intitulé Under the Sun: Montreal Moving Day Madness afin de tenter d'expliquer ce phénomène. Ce documentaire, d'une durée de cinquante minutes, a été diffusé pour la première fois sur les ondes de BBC Two, en Grande-Bretagne, le 7 juillet 1999.